# الأبروق
الأبْرُوقُ، قرية تاريخيَّة في آسيا الصُّغرى خلال العصر البيزنطي.

## رحلة أبو بكر الهروي إليها
نقل المُؤرخ ياقوت الحموي عن أبو بكر الهروي قوله:
| الأبروق | بلغني أمره (أي الأبروق) فقصدته فوجدته في لحف جبل يدخل إليه من باب برج ويمشي الداخل تحت الأرض إلى أن ينتهي إلى موضع واسع وهو جبل مخسوف تبين منه السماء من فوقه وفي وسطه بحيرة وفي دائرها بيوت للفلاحين من الروم ومزدرعهم ظاهر الموضع وهناك كنيسة لطيفة ومسجد فإن كان الزائر مسلما أتوا به إلى المسجد وإن كان نصرانيا أتوا به إلى الكنيسة ثم يدخل إلى بهو فيه جماعة مقتولون فيهم آثار طعنات الأسنة وضربات السيوف ومنهم من فقدت بعض أعضائه وعليهم ثياب القطن لم تتغير. وهناك في موضع آخر أربعة قيام مسندة ظهورهم إلى حائط المغارة ومعهم صبي قد وضع يده على رأس واحد منهم طوال من الرجال وهو أسمر اللون وعلية قباء من القطن وكفه مفتوحة كأنه يصافح أحدا ورأس الصبي على زنده وإلى جانبه رجل على وجهه ضربة قد قطعت شفته العليا وظهرت أسنانه وهم بعمائم. وهناك أيضا بالقرب امرأة وعلى صدرها طفل وقد طرحت ثديها في فيه. وهناك خمس أنفس قيام ظهورهم إلى حائط الموضع. وهناك أيضا في موضع عال سرير عليه اثنا عشر رجلا فيهم صبي مخضوب اليد والرجل بالحناء والروم يزعمون أنهم منهم والمسلمون يقولون إنهم من الغزاة في أيام عمر بن الخطاب رضي الله عنه ماتوا هناك صبرا ويزعمون أن أظافيرهم تطول وأن رؤوسهم تحلق وليس لذلك صحة إلا أنهم قد يبست جلودهم على عظامهم ولم يتغيروا. | الأبروق |

### فهرس المنشورات
1. 1 2  الحموي (1977)، ج. 1، ص. 71.

### معلومات المنشورات كاملة
الكتب مرتبة حسب تاريخ النشر
- ياقوت الحموي (1977)، معجم البلدان (ط. 1)، بيروت: دار صادر، OCLC:1014032934، QID:Q114913343